# Казань (вагон метро)
81-553.3/554.3/555.3 «Казань» (также «Чех») — тип электровагонов метрополитена, изготовленный петербургским заводом ЗАО «Вагонмаш» (кузова) совместно с чешским холдингом Škoda Dopravní technika (электрооборудование) для Казанского метрополитена. Вагоны модели 81-553.3 — моторные головные, 81-554.3 — моторные промежуточные, 81-555.3 — прицепные (безмоторные) промежуточные. За основу кузова взята одна из двух разновидностей по внешнему виду моделей вагонов 81-540.8/541.8 Петербургского метрополитена.

## История создания
Заказ на производство данных вагонов в количестве 40 штук поступил на ЗАО «Вагонмаш» в 2004 году. Вагоны этой модели предназначались для нового Казанского метрополитена, открытие которого состоялось 27 августа 2005 года и было приурочено к 1000-летнему юбилею города.
Совместно с ЗАО «Вагонмаш» данные вагоны разрабатывала фирма Škoda Dobravni Technika (г. Пльзень, Чехия).
Новые вагоны получили следующие обозначения:
- 81-553.3 — головные моторные вагоны.
- 81-554.3 — промежуточные моторные вагоны.
- 81-555.3 — промежуточные прицепные вагоны.

## Конструкция

### Кузов
Составы 81-55х.3 отличаются от традиционных изменённым обтекаемым дизайном головного вагона — пластиковые накладки, три фары на «козырьке» над лобовым стеклом, две — встроены в нижние «фартуки»; удлинённой кондиционируемой стеклопластиковой кабиной машиниста с передней эвакуационный дверью; отсутствием зеркал заднего и бокового обзора, связанным с наличием видеокамер. Воздухозаборники, расположенные на крыше вагонов, закрыты декоративными металлическими накладками (аналогично вагонам «Славутич»).

### Интерьер
Салоны вагонов оформлены в сине-белой гамме. Также при отделке салонов новых вагонов были применены антивандальные панели из стеклопластика и установлены антивандальные сиденья. В части информационного обеспечения пассажиров в торцевые части вагонов были вмонтированы табло «бегущая строка». По оси салона, напротив дверей, были установлены дополнительные вертикальные поручни. В вагонах установлены люминесцентные светильники.
В вагонах используются камеры видеонаблюдения, изображение с которых передаётся на монитор в кабине машиниста. Данное нововведение облегчает работу машиниста по контролю посадки и высадки пассажиров.
- Салон вагона 81-55х.3
- Кабина машиниста вагона 81-553.3

### Оборудование
Головные моторные и промежуточные моторные вагоны оснащены асинхронными тяговыми двигателями производства компании «Škoda», обладающими более высоким КПД (по сравнению с тяговыми двигателями постоянного тока) и позволяющие составам более плавно разгоняться и тормозить. Также используется система диагностики оборудования составов, обеспечивающая постоянный и всесторонний контроль узлов и систем вагонов. Кроме того, на вагонах данной серии установлена новая для метровагонов система видеонаблюдения за пассажирами на платформе. Использование современной системы пожарной сигнализации и пожаротушения позволяет повысить уровень безопасности перевозки пассажиров.